# 21623 Albertshieh
21623 Albertshieh è un asteroide della fascia principale. Scoperto nel 1999, presenta un'orbita caratterizzata da un semiasse maggiore pari a 2,3831802 UA e da un'eccentricità di 0,0904436, inclinata di 3,28533° rispetto all'eclittica.